# Dasypoda visnaga
Dasypoda visnaga är en biart som först beskrevs av Rossi 1790.  Dasypoda visnaga ingår i släktet byxbin, och familjen sommarbin. Inga underarter finns listade i Catalogue of Life.

## Bildgalleri

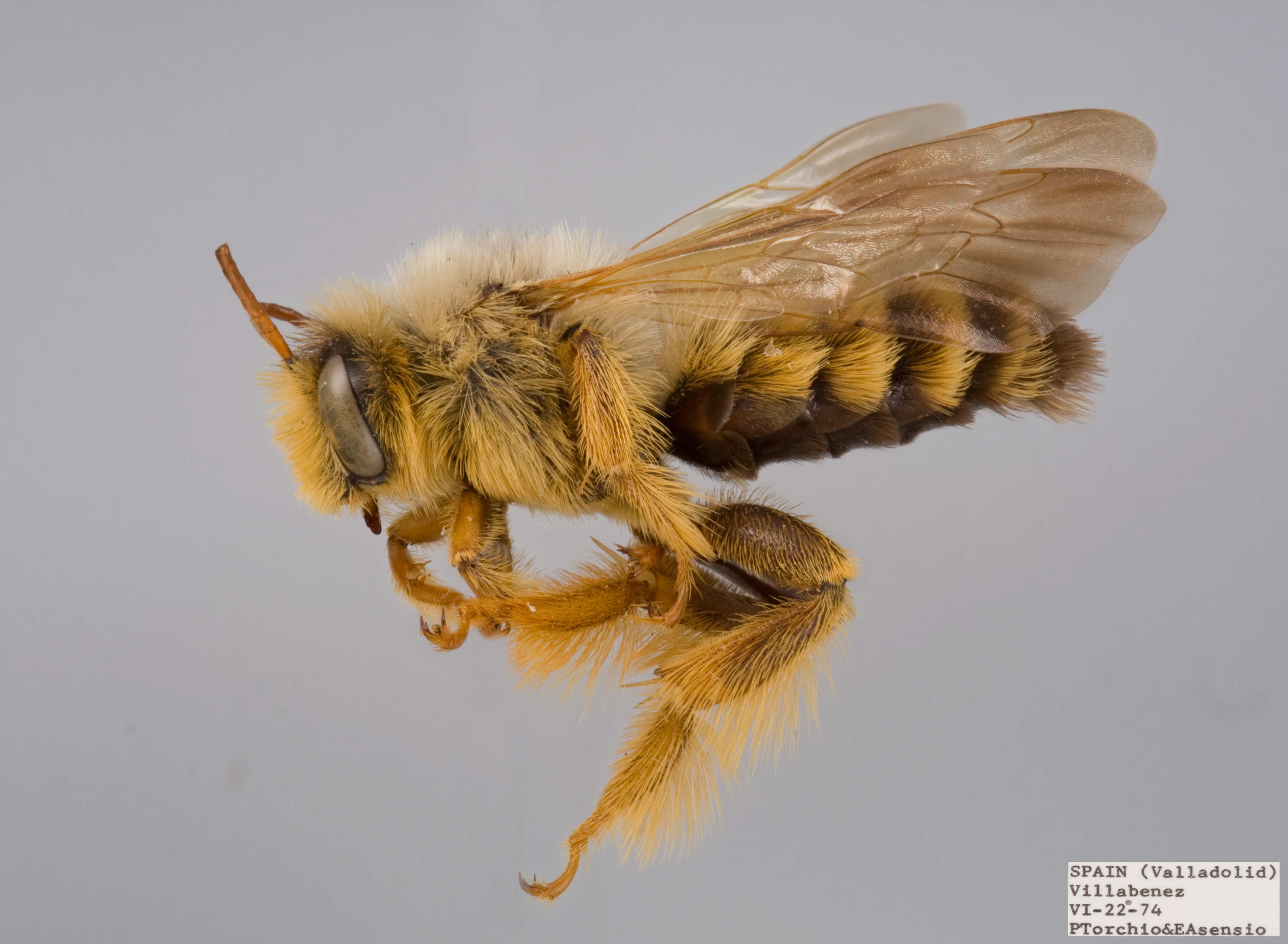